# Dzikusy
Dzikusy – polski zespół bigbitowy założony na przełomie 1963 i 1964 r. w Warszawie.

## Historia
W pierwszym okresie istnienia grupy tworzyli ją: pełniący funkcję lidera Jan Goethel (gitara), Jan Głowacki (gitara); Wiktor Stroiński (gitara basowa) i Adam Górka (perkusja). Początkowo Dzikusy grały do tańca w stołecznych klubach młodzieżowych. Wzorem dla grupy byli The Shadows – z ich przeboju The Savage Dzikusy zaczerpnęły swoją nazwę. Formacja oficjalnie zadebiutowała wiosną 1964 r. na V Giełdzie kompozytorów i wykonawców U Ewy – cyklicznej imprezie muzycznej organizowanej w Warszawie. Szerszej publiczności zespół przedstawił się na koncercie nocnym Giełda giełd II KFPP w Opolu. Zastąpienie na czas festiwalowego występu Jana Goethla i Adama Górki muzykami z konkurencyjnych Chochołów spowodowało pierwszy poważny kryzys wśród Dzikusów, który doprowadził do rozwiązania zespołu w sierpniu 1964 r. Grupę po kilku tygodniach reaktywował Wiktor Stroiński – tym razem jako lider, gitarzysta i wokalista. Dołączyli do niego: Zbigniew Jaryczewski (gitara), Robert Świercz (gitara basowa) i Zbigniew Bieliński (perkusja). Kolejną reorganizację Dzikusy przeszły w 1965 r. – Zbigniewa Jaryczewskiego zastąpił Bogdan Gorbaczyński, zaś w grudniu dołączyli Krzysztof Dłutowski (instrumenty klawiszowe) i Andrzej Kowalski (perkusja). Repertuar grupy skręcił w stronę rhythm and bluesa z wyraźnymi wpływami zespołów The Rolling Stones, The Animals i The Kinks.
Najlepszy okres w historii Dzikusów rozpoczął się z chwilą, gdy dołączył do nich Tadeusz Woźniak, występujący pod pseudonimem Daniel Dan. Wraz z nowym wokalistą zespół pomyślnie przeszedł w lutym i czerwcu 1966 r. eliminacje i warszawski półfinał Wiosennego Festiwalu Muzyki Nastolatków, ostatecznie zajmując w finale imprezy II miejsce. Grupa dokonała także nagrań dla Programu III Polskiego Radia (Kiedy mówisz coś, Na dobre i złe, Stale to samo i Piastelsi) i Młodzieżowego Studia Rytm (piosenki do wierszy J. Tuwima), a także akompaniowała podczas radiowych nagrań Joannie Rawik oraz wystąpiła w Telewizyjnej Giełdzie Piosenki z utworem Magdalena. Ówczesny repertuar grupy tworzyło około dwudziestu oryginalnych kompozycji Wiktora Stroińskiego, Tadeusza Woźniaka i Roberta Świercza do tekstów Marka Gaszyńskiego i Krzysztofa Dzikowskiego, jednak podczas występów na kilkugodzinnych wieczorkach tanecznych, z których przede wszystkim utrzymywali się muzycy, Dzikusy wykonywały głównie utwory brytyjskich zespołów rockowych śpiewane w języku angielskim oraz rockowe przeróbki standardów Raya Charlesa i Chucka Berry'ego. Oficjalne koncerty Dzikusów szybko wsławiły się jako niezwykle żywiołowe – wiosną 1966 r. zespół został skrytykowany przez tygodnik Kultura za dzikie maniery prezentowane przez muzyków podczas koncertu w warszawskiej Sali Kongresowej. Latem 1966 r. Dzikusy występowały w sopockim "Non Stopie".
Zespół tworzony przez muzyków o niepokornych osobowościach przechodził w późniejszym okresie liczne kryzysy – parokrotnie rozwiązywał się i reaktywował. Nie przeszkodziło to jednak Dzikusom w nagraniu czwórki dla Polskich Nagrań Muza (N-0428) i kolejnej w 1967 r. dla Pronitu (N-0463).
Jesienią 1967 r. Dzikusy przeszły pod opiekę Wojewódzkiego Przedsiębiorstwa Imprez Artystycznych w Szczecinie, a na początku 1968 r. rozpoczęły współpracę z występującymi wówczas pod egidą tej samej firmy Filipinkami jako grupa akompaniująca wokalistkom. Oba zespoły wraz z Tadeuszem Woźniakiem jako solistą w marcu 1968 r. wyruszyły w trasę koncertową Filipinki i Dzikusy, która objęła północno-zachodnią część kraju i NRD. Ostatecznie zespół Dzikusy rozwiązał się wczesnym latem 1968 r. – wkrótce po nagraniu razem z Filipinkami czwórki dla Veritonu Filipinki śpiewają kolędy (V350). Lider grupy Wiktor Stroiński pozostał związany z Filipinkami, obejmując funkcję aranżera, kompozytora i zastępcy kierownika artystycznego zespołu, Mateusza Święcickiego, a w 1970 r. został mężem Anny Sadowej, wokalistki Filipinek, z którą w późniejszych latach występował w grupie Ptaki oraz w stworzonym przez oboje małżonków zespole Sezam.
24 maja 1996 r. w klubie Stodoła, Dzikusy wzięły udział w koncercie, zatytułowanym Warszawski rock and roll lat 60. Z brzytwą na poziomki. Został on udokumentowany płytą, pt. Warszawski Rock & Roll. Live in Concert. Następny koncert wspomnieniowy z udziałem grupy miał miejsce w Centrum Łowicka (1997).

## Dyskografia

### Płyty solowe zespołu Dzikusy
- 1964 – Ye-ye-ye, Veriton V286
- 1964 – Hopa-Hop, Veriton V-287
- 1966 – Balladowe lilie, Polskie Nagrania Muza N-0428
- 1967 – Kiedy mówisz coś, Pronit N-0463

### Płyty innych wykonawców nagrane z udziałem zespołu Dzikusy
- 1964 – Emil Dimitrow, Veriton V287
- 1966 – Joanna Rawik śpiewa, Polskie Nagrania Muza N-0428
- 1967 – Tadeusz Woźniak, Pronit N-0463
- 1967 – Joanna Rawik, Pronit XL-0379
- 1968 – Filipinki śpiewają kolędy, Veriton V350

### Kompilacje
- 1966 – 1000 taktów młodości, Pronit XL-0370
- 1991 – Złote lata polskiego beatu 1966 vol.1, Polskie Nagrania Muza SX3049
- 1991 – Złote lata polskiego beatu 1966 vol.2, Polskie Nagrania Muza SX3050
- 1998 – Warszawski Rock & Roll. Live In Concert (CD, Yesterday YES-CD3)[6]
- 2009 –  Warszawski Rock And Roll Lat 60., Polskie Nagrania Muza SX4009[8]